# Rodja Weigand
Rodja Weigand (* 23. Oktober 1945 in München) ist ein deutscher Dichter und Herausgeber.

## Leben
Weigand  schreibt seit 1963 Lyrik und Kurzprosa. Er war Herausgeber des Landsberger Lesebuches und der Lyrikbände von Paul Éluard, Jannis Ritsos, Franziska Sellwig (seiner langjährigen Lebenspartnerin), Elfriede Jelinek, Giorgos Seferis, Keorapetse Kgositsile, Rubén Darío, Nelly Sachs, Walt Whitman, Ernest Hemingway und Rafael Alberti.
Rodja Weigand lebt in Schwifting.

## Publikationen
- 1976, biagst an stahl, bayerische Gedichte
- 1977, vom gefährdeten lachen, Gedichte
- 1980, unruhe über steinen, Gedichte
- 1985, zerstrahlt, Gedichte
- 1990, ebenda, Gedichte
- 1996, Gedichte im Kunstband von Eric Gand da war auch ein Anfang am Ende
- 2001, der kuss am kiel des schiffes, Gedichte
- 2006, im anblick des endlichen, Gedichte
- 2009, Rodja Weigand – Lyrik und Eric Gand – Bilder
- 2015, staub, Gedichte
- 2020, Lena, Prosa aus 50 Jahren

in zahlreichen Literaturzeitschriften wie:
- die horen (Heft 101, 102, 103, u. 111)
- 1975, Akzente (Heft 6)
- 1976, Akzente (Heft 2)

## Übersetzungen
- 2009, die Gedichte des Antonin Artaud

## Auszeichnungen
- 1978, Invandrarnas-Literaturpreis, Stockholm
- 2012, Wir und die Zukunft: der grüne Blick, 3. Preis für das beste Gedicht vergeben vom

```
       Umweltbundesamt, Goethe-Institut Moskau und Russischen Ökologischen Zentrum
```